# Locust (Automarke)
Locust ist eine britische Automarke für Kit Cars.

## Beschreibung
Das einzige Modell ist der Seven. Er unterscheidet sich vom Original-Lotus Seven und den von ihm abgeleiteten Kit Cars mit Spaceframe durch seinen Leiterrahmen, der mit 19 mm dicken Sperrholzplatten oder mit mitteldichten Holzfaserplatten beplankt ist. Nach dem Zusammenbau wird die Karosserie mit Aluminiumblechen verkleidet.

## Geschichte
Ursprünglich wurde der Wagen von John Cowperthwaite, der auch den JC Midge entworfen hatte, konstruiert und als JC Locust von J. C. Auto Patterns verkauft.
Später wurden die Fertigungsrechte an T & J Sportscars verkauft, die auch eine auf dem Ford Cortina basierende Version einführten, die Hornet genannt wurde.
Dann wurde das Konzept von White Rose Vehicles (WRV) übernommen, die den Locust zum Locust ES weiterentwickelten und auch den Locust SIII auf Basis des Ford Sierra einführten.
Im April 2000 wurde der Locust ES von BWE Sportscars aus Barnsley (Yorkshire) übernommen, die auch den Hornet und den Grasshopper, ein Elektroauto für Kinder, herstellen. Der Locust SIII auf Basis des Ford Sierra wurde von Road Tech Engineering übernommen.
Bev Evans starb am 10. April 2014 und BWE stellte die Produktion ein. Der derzeitige Hersteller ist nicht bekannt.

## Technik
Das Fahrgestell basiert entweder auf dem Ford oder auf dem Triumph. Das Ford-basierte Chassis ist am beliebtesten und wird häufig mit den Antrieben vom Ford Escort ’75 oder vom Ford Cortina Mk. IV ausgestattet.
Der erste Locust hatte die Vorderradaufhängung entweder vom Triumph oder vom Ford Cortina, aber im Laufe der Jahre gab es viele Veränderungen an Fahrwerk und Design. Auf Wunsch gibt es eine Vorderachse mit doppelten Querlenkern oder mit MacPherson-Federbeinen. Jeder Motor, der zwischen die Längsträger des Fahrgestells passt, kann auch eingebaut werden. Je nach Wahl von Motor und Vergaser müssen zusätzliche Öffnungen und Hutzen auf der Motorhaube angebracht werden.

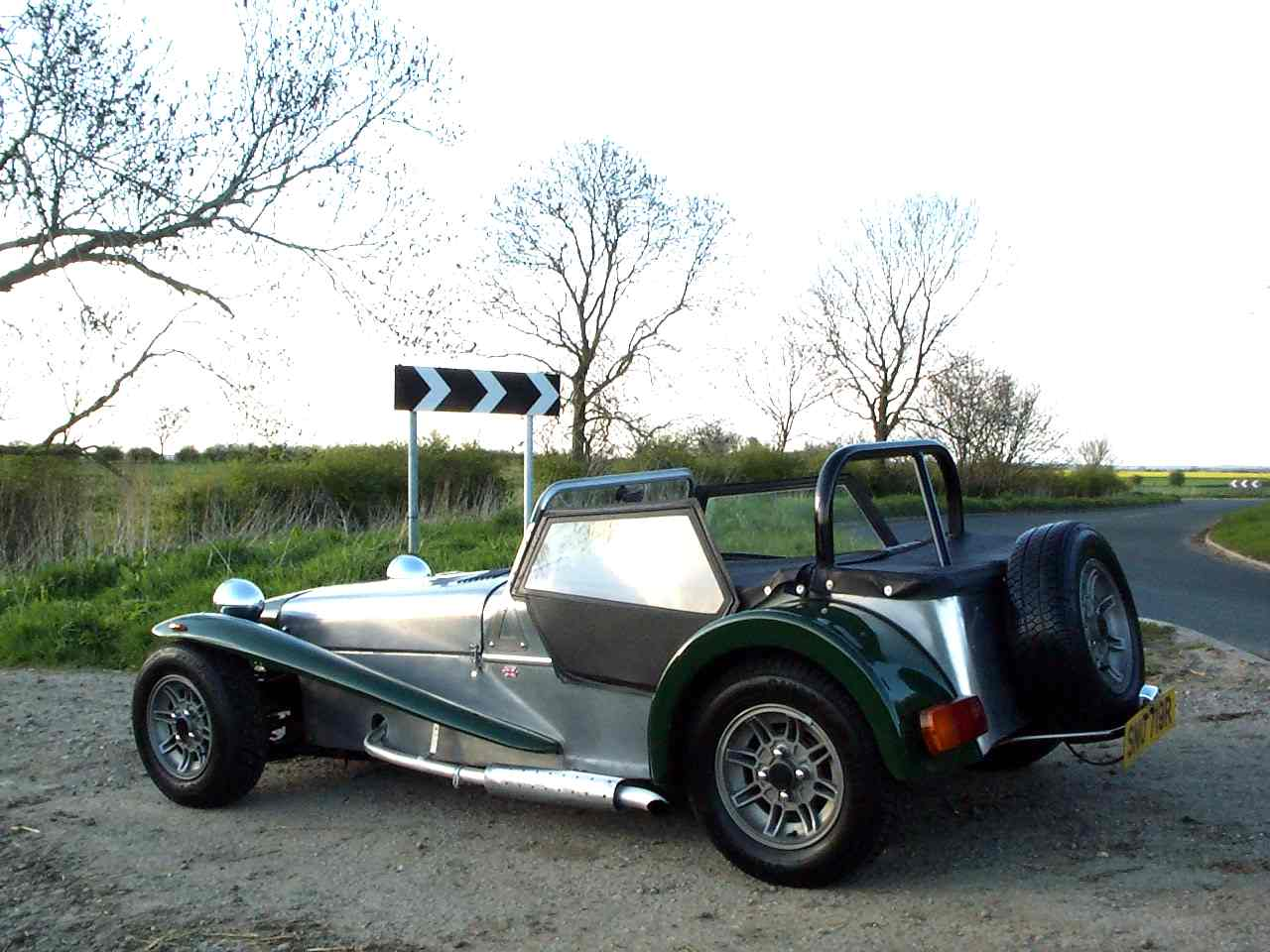
Fertiger Locust
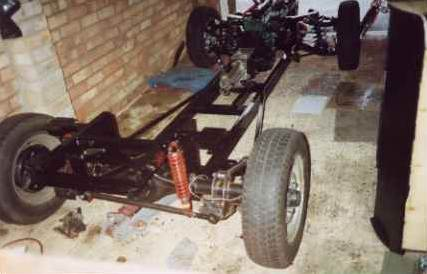
Das Fahrgestell des Locust
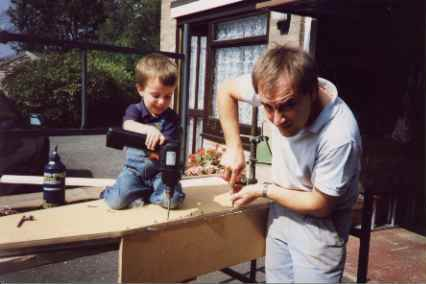
Herstellung der Karosserie
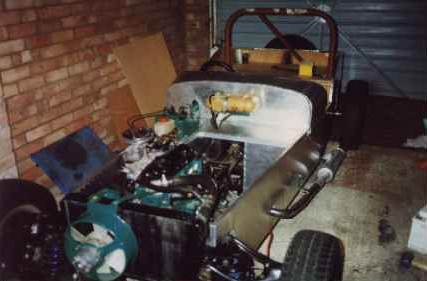
Fahrgestell und Karosserie. Motorhaube und Nase fehlen noch
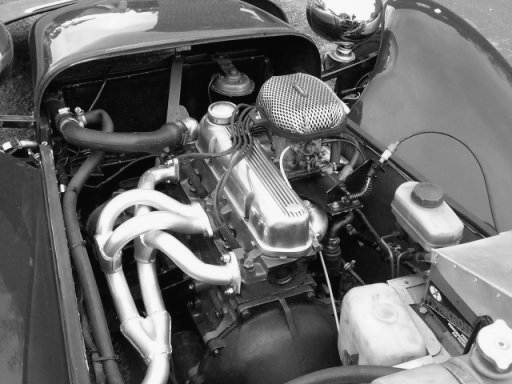
Locust mit Ford-Crossflow-Motor
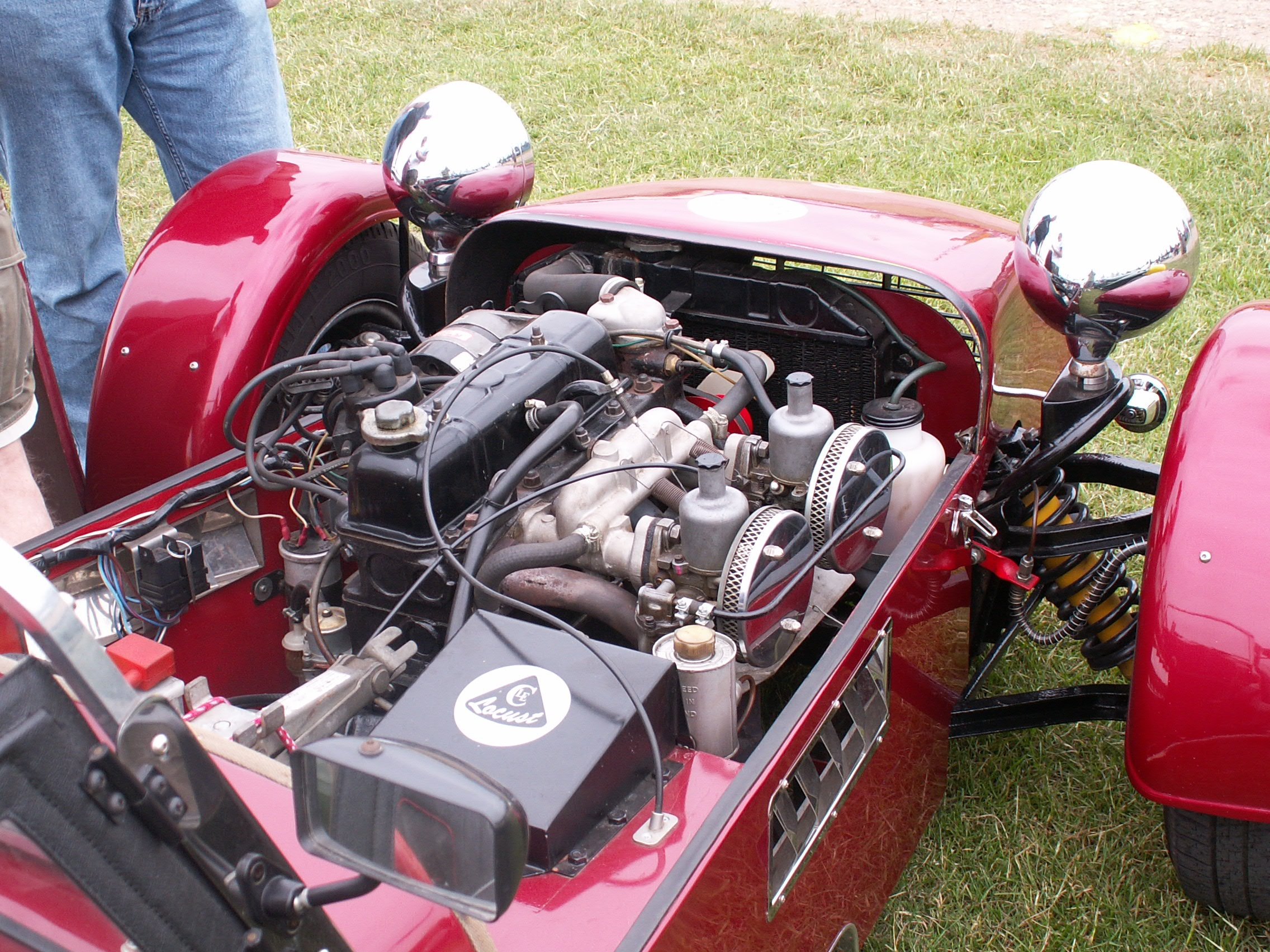
Locust auf Triumph-Basis
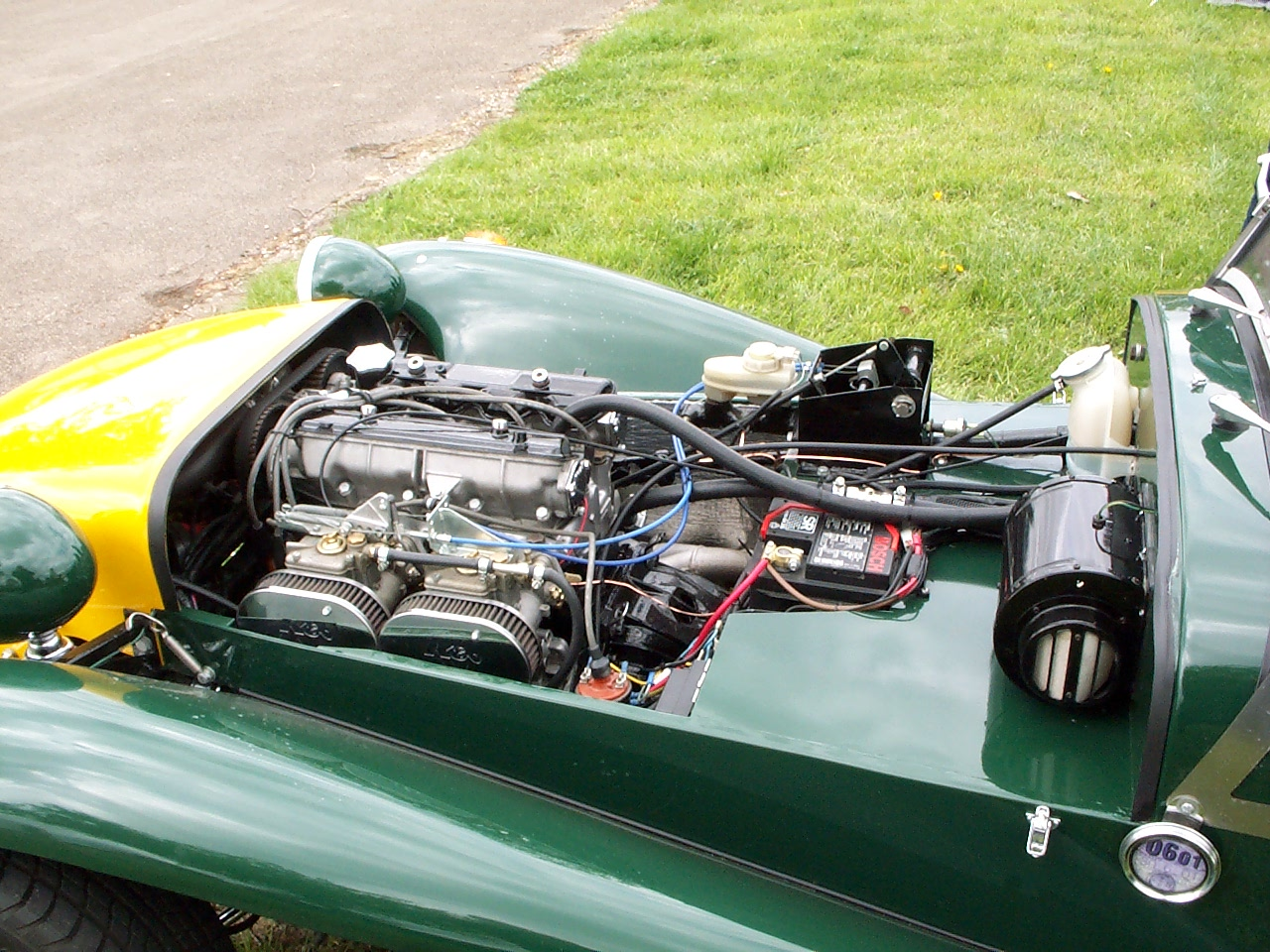
Locust mit Fiat-Motor mit zwei obenliegenden Nockenwellen